# Niki Xanthou
Niki Xanthou (Rodas, Grecia, 11 de octubre de 1973) es una atleta griega, especializada en la prueba de salto de longitud en la que llegó a ser subcampeona mundial en 1997.

## Carrera deportiva
En el Mundial de Atenas 1997 ganó la medalla de plata en el salto de longitud, con un salto de 6.94 metros, tras la rusa Lyudmila Galkina (oro con 7.05 metros) y superando a la italiana Fiona May (bronce con 6.91 metros).